# علي ناصر برتوش
علي ناصر برتوش هو شاعر يمني. ولد عام 1954 في قرية الرميلة في محافظة أبين. تلقى تعليمه في البداية في مدارس منطقته، ثم انتقل إلى عدن وأكمل دراسته. له مقالات نشرت في بعض الصحف اليمنية، وله مساهمات في كتابة الشعر الحديث والغنائي. غنى له عدد من الفنانين اليمنيين. وهو عضو في جمعية الأدباء اليمنيون الشباب.